# Ranger 8
Ranger 8 var en obemannad månfarkost från NASA som sköts upp från Cape Canaveral, med en Atlas LV-3 Agena-B, den 17 februari 1965. 65 timmar efter uppskjutningen kraschade rymdsonden planenligt på månen.

### Fotnoter
1. ↑  ”NASA Space Science Data Coordinated Archive” (på engelska). NASA. https://nssdc.gsfc.nasa.gov/nmc/spacecraft/display.action?id=1965-010A. Läst 24 mars 2020.